# جوليانا إيماي
جوليانا إيماي فيلاس-بواس (بالبرتغالية: Juliana Imai Vilas-Boas‏)؛ (27 فبراير 1985، كروزيرو دو اويست) هي عارضة أزياء برازيلية.
تنحدر جوليانا إيماي من أصول برتغالية من جهة الأب ويابانية من جهة الأم. بدأت جوليانا العمل كعارضة أزياء في عام 1998 عندما كانت في الثالثة عشرة من عمرها.